# Artern
Artern je německé město v zemském okrese Kyffhäuser v severním Durynsku. Žije v něm přibližně 6 600 obyvatel. První písemná zmínka o městě je ze začátku 9. století v rejstříku majetků v opatství Hersfeld. V 10. století byl ve městě vybudován vodní hrad.

## Rodáci
- Johanna Schallerová (* 1952), východoněmecká atletka, olympijská vítězka

## Partnerské město
- Einbeck, Německo, od roku 1990[2]
- Topoľčany, Slovensko, od roku 1982, obnoveno 1992
- Mazingarbe, Francie, od roku 1996